# Jonas Benson Okoye
Jonas Benson Okoye (* 25. Januar 1963 in Kaduna, Nigeria) ist ein nigerianischer Geistlicher und römisch-katholischer Bischof von Nnewi.

## Leben
Jonas Benson Okoye empfing am 29. August 1992 die Priesterweihe.
Papst Franziskus ernannte ihn am 30. Mai 2014 zum Titularbischof von Masclianae und zum Weihbischof in Awka. Die Bischofsweihe spendete ihm der Apostolische Nuntius in Nigeria, Erzbischof Augustine Kasujja, am 29. August desselben Jahres. Mitkonsekratoren waren der Erzbischof von Onitsha, Valerian Okeke, und der Bischof von Awka, Paulinus Chukwuemeka Ezeokafor.
Am 9. November 2021 ernannte ihn Papst Franziskus zum Bischof von Nnewi. Die Amtseinführung fand am 10. Februar des folgenden Jahres statt.